# Berkeley Challenger 1982
Il Berkeley Challenger 1982 è stato un torneo di tennis facente parte della categoria ATP Challenger Series nell'ambito dell'ATP Challenger Series 1982. Il torneo si è giocato a Berkeley negli Stati Uniti dal 3 al 9 maggio 1982 su campi in cemento.

## Vincitori

### Singolare
Scott McCain ha battuto in finale  David Pate con il punteggio di 6–3, 7–5

### Doppio
Lloyd Bourne /  Matt Mitchell hanno battuto in finale  Billy Martin /  Bruce Nichols con il punteggio di 6–4, 6–4